# David Verbeke
David Verbeke (Roeselare, 29 juli 1796 - Meulebeke, 13 oktober 1867) was een rooms-katholiek priester, lid van het Belgisch Nationaal Congres en stichter van het Sint-Amandscollege in Kortrijk. 

## Levensloop
Verbeke werd priester gewijd in Mechelen in 1821. Hij werd leraar in het College van Poperinge en in het Kleinseminarie van Roeselare. Daarna werd hij onderpastoor van Sint-Martinus in Kortrijk.
In 1833 stichtte hij het Sint-Amandscollege in Kortrijk en bleef er zeven jaar 'principaal' of directeur van. In 1841 werd hij pastoor in Oekene en in juli 1843 werd hij tot pastoor benoemd in Meulebeke, wat hij bleef tot aan zijn dood. 
In 1856 werd hij 'doctor honoris causa' in de wijsbegeerte en letteren aan de Katholieke Universiteit Leuven. Dat jaar werd hij ook ridder in de Leopoldsorde. Er vond toen een huldeplechtigheid plaats in het kasteel van Meulebeke. Bij die gelegenheid boden zijn vrienden hem een kelk in verguld zilver aan. Uit het dankwoord dat Verbeke uitsprak (en dat achteraf in druk verscheen) kan men uitmaken dat de aanwezigen tot verschillende fasen van zijn leven behoorden. Hij overliep samen met hen zijn curriculum en wat hij in zijn achtereenvolgende functies had gedaan.

## Nationaal Congres
In november 1830 werd Verbeke tot lid van het Nationaal Congres voor het arrondissement Kortrijk verkozen, waar hij deelnam aan de besprekingen van de nieuwe staatsvorm en waarbij hij pleitte voor een degelijk kiessysteem, onafhankelijke rechtsmacht, volledige vrijheid van eredienst, pers en onderwijs en een erfelijke grondwettelijke monarchie. Bij de belangrijkste beslissingen bracht Verbeke zijn stem uit voor de onafhankelijkheid, voor de monarchie als staatsvorm en voor hertog August van Leuchtenberg als koning en Félix de Mérode als regent. 
Hij was een bescheiden aanwezige. Hij gaf wel een uitgebreide uiteenzetting tijdens de bespreking van de staatsvorm, waarbij hij als volgt besloot: Laat ons aan het volk een leider geven die de macht krijgt om het goede te doen maar niet het kwade; een goed kiessysteem, ministeriële verantwoordelijkheid, onafhankelijke rechtsmacht, onafhankelijkheid van het land en volledige vrijheid van eredienst, pers en onderwijs, dit zijn de voornaamste elementen voor ons nieuw sociaal pact. Ik zal stemmen voor een erfelijke grondwettelijke monarchie. Hij hield even later nog een tweede redevoering waarin hij de algehele vrijheid van eredienst verdedigde. Om een onbekende reden nam hij ontslag op 11 april 1831, nog voor Leopold van Saksen Coburg tot koning werd verkozen.

## Varia
- In Meulebeke werd de 'David Verbekestraat' naar hem genoemd.
- In het archief van het Bisdom Brugge bevinden zich verschillende (vroege) foto's van Verbeke, alsook de fotokopie van een geschilderd portret dat zich rond 1950 in Kortrijk bij Maurits Delaere, een achterkleinneef, bevond. Het bewuste schilderij bevindt zich momenteel bij Raoul Delaere uit Zeebrugge.

## Publicatie
- Paroles de remerciements par Mr. l'abbé Verbeke à ses amis réunis au château de Meulebeke le 9 septembre 1856, Tielt, 1856.